# Tortell de Reis

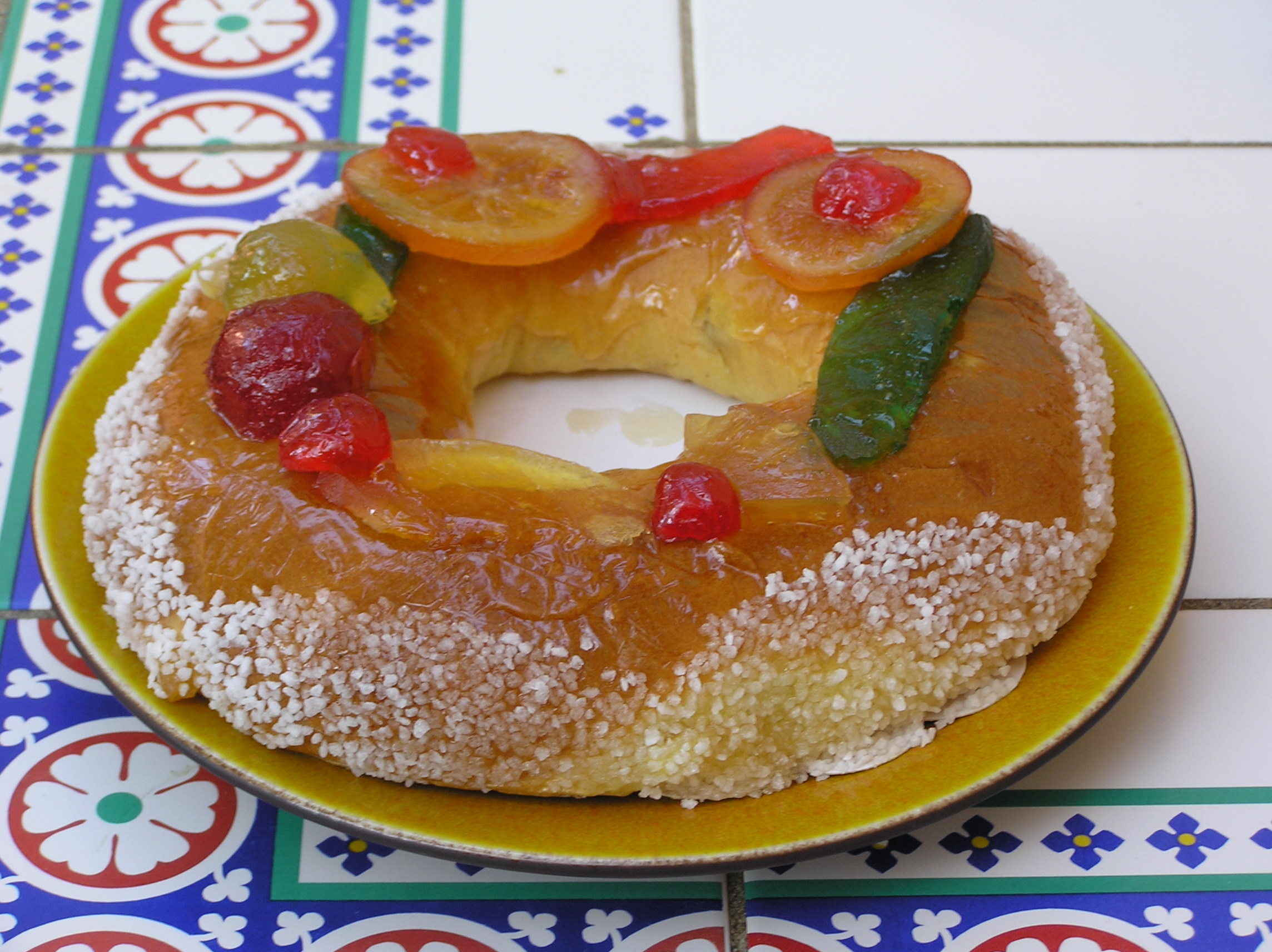
Tortell de Reis (Königskuchen)

Ein Tortell de Reis („Könige-Kuchen“) ist ein Weihnachtsgebäck aus Katalonien. Es handelt sich dabei um ein ringförmiges Gebäck, das mit Marzipan gefüllt ist und manchmal mit glasierten Früchten belegt wird.
Das Tortell wird traditionell am 6. Januar, dem christlichen Fest der Erscheinung des Herrn, serviert. Dieser Tag fällt mit dem Ende der Zwölf Weihnachtstage zusammen und wird auch als der Tag der Heiligen Drei Könige gefeiert.

## Besonderheiten
Ein Tortell de Reis enthält zwei kleine Überraschungen im Inneren: Einerseits eine getrocknete Ackerbohne und andererseits ein kleines Figürchen in derselben Größe. Die Person, die in ihrem Stück des Gebäcks das Figürchen findet, darf eine Papierkrone aufsetzen. Die Person, die die getrocknete Bohne vorfindet, bezahlt das Tortell. Dieselbe Tradition kennt man im restlichen Spanien als Roscón de Reyes. Es handelt sich um die katalanische Variante des Dreikönigskuchens, den es in mehreren Ländern gibt.

## Anleitung für den Umgang mit dem Königskuchen
Katalanische Konditoreien legen dem Tortell häufig eine Anleitung (oft auch in poetischer Form) für den Umgang mit diesem Kuchen bei. Im Folgenden ist ein solcher Spruch in deutscher Übertragung wiedergegeben:
Ein guter Königskuchen
Wenn du die Bohne bekommst, dann zahle den Kuchen ohne Gram.
Und verliere nicht die Hoffnung, denn du wirst dabei glücklich werden.
Und wenn du die Königsfigur findest, wird dir nichts anderes übrigbleiben,
als dass du dich zum König krönen lässt in dieser diskreten Feier.
Tradition und ein gesundes Maß an Fröhlichkeit bilden einen Kreis um den Tisch.
Wir essen einen tollen Kuchen in Frieden und offenherziger Harmonie.